# 地球的責任のための技術者・科学者国際ネットワーク
地球的責任のための技術者・科学者国際ネットワーク（ちきゅうてきせきにんのためのぎじゃつしゃ・かがくしゃこくさいネットワーク、The International Network of Engineers and Scientists for Global Responsibility）は、科学技術の平和利用、地球の持続可能な発展のための利用を求める科学者、技術者の国際組織。
ベルリンの壁崩壊後の1991年、ベルリンで開かれた科学と平和に関する会議で設立された。略称「INES」。
科学技術の平和利用、地球の持続可能な発展のための利用に重きをおいており、そのための科学者・技術者の倫理確立、科学者・技術者や各国政府に責任ある行動を求めている。
アルゼンチン、オーストラリア、オーストリア、ベルギー、カナダ、キューバ、デンマーク、エジプト、エルサルバドル、エチオピア、フィンランド、フランス、ドイツ、ハンガリー、インド、ネパール、イタリア、メキシコ、オランダ、ニュージーランド、ノルウェー、パキスタン、ロシア、セネガル、セルビア、スペイン、スウェーデン、トルコ、イギリス、ウクライナ、アメリカ合衆国各国の約100の団体と個人から構成される国際的なネットワークになっている。
核兵器廃絶の課題では、「核戦争防止国際医師会議（IPPNW）」、「社会的責任のための医師の会（PSR）」、「拡散に反対する技術者・科学者国際ネットワーク（INESAP）」、パグウォッシュ会議との連携を維持している。国際平和ビューロー加盟。
日本からは、日本科学者会議が加盟している。

## 注
1. 1 2  “About INES”.   International Network of Engineers and Scientists for Global Responsibility. 2017年11月17日閲覧。（英語）
2. ↑  “Contact”.   International Network of Engineers and Scientists for Global Responsibility. 2017年11月17日閲覧。（英語）
3. ↑  INESとは？日本科学者会議国際部サイト
4. 1 2  Member OrganisationsINESサイト
5. ↑  われわれの向かうべき先とは反核医師の会サイト
6. ↑  「しんぶん赤旗」2009年1月26日「オバマ米大統領に公開書簡　核兵器全面禁止　条約交渉開始を　ノーベル賞受賞者ら